# Carlos Bruce
Carlos Ricardo Bruce Montes de Oca (sinh ngày 24 tháng 2 năm 1957) là một chính khách Peru.

## Đời tư
Bruce, sau khi giới thiệu dự luật kết hợp dân sự trước Quốc hội và câu hỏi tiếp theo về xu hướng tính dục của ông, đã công khai người đồng tính vào ngày 19 tháng 5 năm 2014. Điều này khiến ông trở thành thành viên đồng tính công khai đầu tiên của Quốc hội ở Peru.